# Henry Conyngham, I marchese di Conyngham
Henry Conyngham, I marchese di Conyngham (Londra, 26 dicembre 1766 – Londra, 28 dicembre 1832), è stato un nobile e politico britannico.

## Biografia
Era il figlio di Francis Conyngham, II barone Conyngham, e di sua moglie, Lady Elizabeth Clements, figlia di Nathaniel Clements. Era il fratello gemello di Sir Francis Conyngham e il nipote di William Conyngham.

## Carriera politica
Successe al padre nella baronia nel maggio 1787. Nel dicembre 1789 fu creato I visconte di Conyngham, nella contea di Meath e Pari del Regno d'Irlanda. Nel 1803 fu nominato Governatore della contea di Donegal, incarico che ricoprì fino al 1831.
Nel gennaio 1816 fu creato visconte di Slane, nella contea di Meath, conte di Mount Charles e I Marchese di Conyngham. Nel luglio 1821 fu creato barone Minster e pari del Regno Unito.
Nel dicembre dello stesso anno divenne membro del Consiglio privato di sua maestà e nominato Lord Steward, incarico che mantenne fino al 1830. Dal 1829 fino alla sua morte nel 1832 ha servito come Conestabile e Governatore del Castello di Windsor.

## Matrimonio
Sposò, il 5 luglio 1794, Elizabeth Denison, figlia di Joseph Denison e Elizabeth Butler. Ebbero cinque figli:
- Henry Francis Conyngham, conte di Mount Charles (6 aprile 1795-26 dicembre 1824);
- Francis Conyngham, II marchese di Conyngham (11 giugno 1797-17 luglio 1876);
- Lady Elizabeth Henrietta Conyngham (?-24 agosto 1839), sposò Charles Gordon, X marchese di Huntly, non ebbero figli;
- Lady Mary Harriet Conyngham (?-3 dicembre 1843), sposò William Somerville, I barone Meredyth, ebbero due figli;
- Albert Conyngham, I barone di Londesborough (21 ottobre 1805-15 gennaio 1860).

## Morte
Morì il 28 dicembre 1832, all'età di 66 anni, a Hamilton Place, a Londra.